# Down with the Sickness
Down with the Sickness ist ein Lied der US-amerikanischen Metal-Band Disturbed. Es erschien am 31. Oktober 2000 als dritte Single ihres ersten Albums The Sickness. 

## Entstehung
Das Lied wurde gemeinsam von den vier damaligen Bandmitgliedern Dan Donegan, David Draiman, Steve Kmak und Mike Wengren geschrieben. Wengren spielt zu Beginn einen tribalen Rhythmus, bevor Donegans Gitarre in Dropped-C-Stimmung einsetzt. In der ursprünglichen Version hatte das Lied nach dem Intro eine kurze Pause. Eines Tages kam Sänger David Draiman mit einem Stakkato-artigen Ruf ooh-wah-ah-ah-ah an. Dabei wurde er durch Wengrens Schlagzeugspiel inspiriert, durch das sich Draiman wie ein Tier fühlte. Der besondere Klang seiner Stimme wurde möglich, nachdem Draimans Stimmbänder wegen eines gastroösophagealen Reflux operiert werden mussten.
Aufgenommen wurde das Lied im November und Dezember 1999 in den Groovemaster Studios in Chicago. Produzenten waren Johnny K (bürgerlich John Karkazis) und die Band. Gemischt wurde das Lied von Andy Wallace, während Howie Weinberg das Mastering übernahm. Die Singleversion ist rund eine Minute kürzer als die Album- bzw. Videoversion. Unter der Regie von Nathan Cox wurde ein Musikvideo gedreht. Laut David Draiman hat wegen des Inhalts und der Texte niemand in der Band je daran gedacht, dass das Lied dafür geeignet wäre, als Single veröffentlicht zu werden.

## Inhalt
Der Text wurde vom Sänger David Draiman geschrieben und wurde eher durch seine eigene Geschichte inspiriert. Es wäre keine buchstäbliche Interpretation seiner Erziehung. In dem Text geht es um den Konflikt einer Mutter mit ihrem Kind, wobei die Mutter für die Gesellschaft steht. Das Kind sehnt sich nach Unabhängigkeit und Individualität und wird von seiner Mutter „niedergeschlagen und unterworfen“. Obwohl Draiman den Text kryptisch geschrieben hat, zeigte er sich überrascht darüber, dass viele Hörer den Text wörtlich genommen haben. Viele Jugendliche hätten sich bei Draiman dafür bedankt, dass er ein Thema wie Missbrauch verwendet hat, obwohl es in dem Lied nicht um dieses Thema geht.

## Kritiken
Daniel Csencsics vom Onlinemagazin Stormbringer schrieb, dass Down with the Sickness der Song wäre, den „die meisten älteren Hörer der Band mit den Musikern aus Chicago verbinden, zumal er all das hat, was die Band ausmacht“. Down with the Sickness erreichte Platz fünf der Billboard Mainstream Rock Songs. Sänger David Draiman erklärte rückblickend, das Down with the Sickness die Karriere seiner Band katapultiert hätte. Mit dem Lied haben die Dinge „einen signifikaten, dramatischen Schub“ genommen, weil es bei vielen Leuten einen Widerhall fand. Das Lied wurde zu einem „weltweiten Phänomen“, dass die Band nach oben brachte.
Die Magazine Loudwire und Louder Sound wählten Down with the Sickness jeweils zum besten Lied von Disturbed. Darüber hinaus wählten die Leser von Loudwire Down with the Sickness 2016 zum besten Metal-Song des 21. Jahrhunderts. Während der COVID-19-Pandemie im Frühjahr 2020 erlebte das Lied einen erneuten Popularitätsschub. So stieg die Zahl der digitalen Verkäufe um 31 Prozent an.

## Auszeichnungen für Musikverkäufe
| Land/Region                  | Auszeichnungen für Musikverkäufe (Land/Region, Auszeichnung, Verkäufe) | Verkäufe   |
| ---------------------------- | ---------------------------------------------------------------------- | ---------- |
| Australien (ARIA)            | 4× Platin                                                              | 280.000    |
| Dänemark (IFPI)              | Gold                                                                   | 45.000     |
| Deutschland (BVMI)           | Gold                                                                   | 300.000    |
| Kanada (MC)                  | 6× Platin · + Gold (Ringtone)                                          | 500.000    |
| Neuseeland (RMNZ)            | 3× Platin                                                              | 90.000     |
| Vereinigte Staaten (RIAA)    | 8× Platin · + Gold (Mastertone)                                        | 1.500.000  |
| Vereinigtes Königreich (BPI) | Platin                                                                 | 600.000    |
| Insgesamt                    | 4× Gold · 22× Platin ·                                                 | 10.315.000 |